# Piggott (Arkansas)
Piggott è una località degli Stati Uniti d'America, capoluogo, assieme a Corning, della contea di Clay, nello Stato dell'Arkansas.